# Sukahayu
Sukahayu is een bestuurslaag in het regentschap Sumedang van de provincie West-Java, Indonesië. Sukahayu telt 3724 inwoners (volkstelling 2010).